# Medaliści mistrzostw świata w kolarstwie górskim – sztafeta
Pełna lista medalistów i medalistek mistrzostw świata w kolarstwie górskim w sztafecie mieszanej.

## Medaliści
| Rok  | Złoto | Srebro | Brąz |
| ---- | --- | --- | --- |
| 1999 | Hiszpania Roberto Lezaun · Margarita Fullana · Carlos Coloma · José Antonio Hermida                           | Francja Miguel Martinez · Sandra Temporelli · Julien Absalon · Nicolas Filippi                                      | Kanada Roland Green · Alison Sydor · Ryder Hesjedal · Ricky Federau                                               |
| 2000 | Hiszpania Roberto Lezaun · Margarita Fullana · Iñaki Lejarreta · José Antonio Hermida                         | Szwajcaria Christoph Sauser · Florian Vogel · Barbara Blatter · Silvio Bundi                                        | Włochy Marco Bui · Leonardo Zanotti · Mirko Faranisi · Paola Pezzo                                                |
| 2001 | Kanada Ryder Hesjedal · Roland Green · Adam Coates · Chrissy Redden                                           | Australia Sid Taberlay · Mary Grigson · Trent Lowe · Cadel Evans                                                    | Hiszpania Carlos Coloma · Iñaki Lejarreta · Janet Puiggrós · José Antonio Hermida                                 |
| 2002 | Kanada Ryder Hesjedal · Roland Green · Max Plaxton · Alison Sydor                                             | Francja Julien Absalon · Jean-Eudes Demaret · Laurence Leboucher · Cédric Ravanel                                   | Szwajcaria Florian Vogel · Thomas Frischknecht · Lukas Flückiger · Petra Henzi                                    |
| 2003 | Polska Marcin Karczyński · Piotr Formicki · Anna Szafraniec · Kryspin Pyrgies                                 | Szwajcaria Ralph Näf · Balz Weber · Nino Schurter · Barbara Blatter                                                 | Kanada Roland Green · Ricky Federau · Max Plaxton · Chrissy Redden                                                |
| 2004 | Kanada Geoff Kabush · Max Plaxton · Kiara Bisaro · Raphaël Gagné                                              | Szwajcaria Ralph Näf · Florian Vogel · Nino Schurter · Barbara Blatter                                              | Polska Marcin Karczyński · Kryspin Pyrgies · Paweł Szpila · Maja Włoszczowska                                     |
| 2005 | Hiszpania Rubén Ruzafa · Olivier Avilés · Rocío Gamonal · José Antonio Hermida                                | Włochy Marco Bui · Tony Longo · Eva Lechner · Johannes Schweiggl                                                    | Francja Alexis Vuillermoz · Stéphane Tempier · Séverine Hansen · Cédric Ravanel                                   |
| 2006 | Szwajcaria Florian Vogel · Martin Fanger · Petra Henzi · Nino Schurter                                        | Włochy Tony Longo · Cristian Cominelli · Eva Lechner · Yader Zoli                                                   | Polska Marcin Karczyński · Adrian Działakiewicz · Maja Włoszczowska · Kryspin Pyrgies                             |
| 2007 | Szwajcaria Florian Vogel · Thomas Litscher · Petra Henzi · Nino Schurter                                      | Polska Marcin Karczyński · Piotr Brzózka · Maja Włoszczowska · Dariusz Batek                                        | Stany Zjednoczone Georgia Gould · Ethan Gilmour · Samuel Schultz · Adam Craig                                     |
| 2008 | Francja Jean-Christophe Péraud · Arnaud Jouffroy · Laurence Leboucher · Alexis Vuillermoz                     | Szwajcaria Florian Vogel · Matthias Rupp · Petra Henzi · Nino Schurter                                              | Włochy Marco Aurelio Fontana · Gerhard Kerschbaumer · Eva Lechner · Cristian Cominelli                            |
| 2009 | Włochy Marco Aurelio Fontana · Gerhard Kerschbaumer · Eva Lechner · Cristian Cominelli                        | Kanada Raphaël Gagné · Geoff Kabush · Evan Guthrie · Catharine Pendrel                                              | Francja Alexis Vuillermoz · Cédric Ravanel · Hugo Drechou · Cécile Ravanel                                        |
| 2010 | Szwajcaria Thomas Litscher · Roger Walder · Katrin Leumann · Ralph Näf                                        | Niemcy Manuel Fumic · Julian Schelb · Sabine Spitz · Marcel Fleschhut                                               | Czechy Jaroslav Kulhavý · Ondřej Cink · Kateřina Nash · Tomáš Paprstka                                            |
| 2011 | Francja Fabien Canal · Victor Koretzky · Julie Bresset · Maxime Marotte                                       | Szwajcaria Thomas Litscher · Lars Forster · Nathalie Schneitter · Nino Schurter                                     | Włochy Gerhard Kerschbaumer · Lorenzo Samparisi · Eva Lechner · Marco Aurelio Fontana                             |
| 2012 | Włochy Marco Aurelio Fontana · Beltain Schmid · Eva Lechner · Luca Braidot                                    | Francja Jordan Sarrou · Victor Koretzky · Julie Bresset · Maxime Marotte                                            | Niemcy Markus Schulte-Lünzum · Martin Frey · Sabine Spitz · Manuel Fumic                                          |
| 2013 | Włochy Marco Aurelio Fontana · Gioele Bertolini · Eva Lechner · Gerhard Kerschbaumer                          | Francja Jordan Sarrou · Raphaël Gay · Julie Bresset · Maxime Marotte                                                | Niemcy Markus Schulte-Lünzum · Georg Egger · Hanna Klein · Manuel Fumic                                           |
| 2014 | Francja Jordan Sarrou · Hugo Pigeon · Pauline Ferrand-Prévot · Maxime Marotte                                 | Szwajcaria Nino Schurter · Jolanda Neff · Filippo Colombo · Andri Frischknecht                                      | Czechy Jaroslav Kulhavý · Kryštof Bogar · Jan Rajchert · Kateřina Nash                                            |
| 2015 | Francja Jordan Sarrou · Antoine Phillip · Pauline Ferrand-Prévot · Victor Koretzky                            | Dania Simon Andreassen · Niels Rasmussen · Annika Langvad · Sebastian Carstensen                                    | Włochy Gioele Bertolini · Francesco Bonetto · Eva Lechner · Marco Aurelio Fontana                                 |
| 2016 | Francja Victor Koretzky · Benjamin Le Ny · Pauline Ferrand-Prévot · Jordan Sarrou                             | Czechy Matej Prudek · Richard Holec · Kateřina Nash · Jaroslav Kulhavý                                              | Szwajcaria Filippo Colombo · Vital Albin · Sina Frei · Lars Forster                                               |
| 2017 | Szwajcaria Filippo Colombo · Joel Roth · Sina Frei · Jolanda Neff · Nino Schurter                             | Dania Simon Andreassen · Malene Degn · Annika Langvad · Alexander Young Andersen · Sebastian Carstensen             | Francja Jordan Sarrou · Mathis Azzaro · Pauline Ferrand-Prévot · Lena Gerault · Neilo Perrin Ganier               |
| 2018 | Szwajcaria Filippo Colombo · Alexandre Balmer · Sina Frei · Jolanda Neff · Nino Schurter                      | Niemcy Leon Kaiser · Elisabeth Brandau · Maximilian Brandl · Ronja Eibl · Manuel Fumic                              | Dania Sebastian Carstensen · Malene Degn · Annika Langvad · Alexander Young Andersen · Simon Andreassen           |
| 2019 | Szwajcaria Joel Roth · Janis Baumann · Sina Frei · Jolanda Neff · Nino Schurter                               | Stany Zjednoczone Christopher Blevins · Riley Amos · Haley Batten · Kate Courtney · Keegan Swenson                  | Francja Thibault Daniel · Luca Martin · Pauline Ferrand-Prévot · Loana Lecomte · Jordan Sarrou                    |
| 2020 | Francja Mathis Azzaro · Luca Martin · Loana Lecomte · Léna Gérault · Olivia Onesti · Jordan Sarrou            | Włochy Luca Braidot · Eva Lechner · Filippo Agostinacchio · Nicole Pesse · Marika Tovo · Juri Zanotti               | Szwajcaria Luke Wiedmann · Thomas Litscher · Sina Frei · Noëlle Buri · Elisa Alvarez · Alexandre Balmer           |
| 2021 | Francja Mathis Azzaro · Adrien Boichis · Léna Gérault · Tatiana Tournut · Line Burquier · Jordan Sarrou       | Stany Zjednoczone Christopher Blevins · Brayden Johnson · Savilia Blunk · Ruth Holcomb · Kate Courtney · Riley Amos | Niemcy Leon Reinhard Kaiser · Paul Schehl · Sina van Thiel · Nina Benz · Ronja Eibl · Luca Schwarzbauer           |
| 2022 | Szwajcaria Dario Lillo · Khalid Sidahmed · Ramona Forchini · Ronja Blochlinger · Anina Hutter · Nino Schurter | Włochy Luca Braidot · Marco Betteo · Martina Berta · Valentina Corvi · Giada Specia · Simone Avondetto              | Stany Zjednoczone Christopher Blevins · Cayden Parker · Madigan Munro · Bailey Cioppa · Haley Batten · Riley Amos |

## Tabela medalowa
Stan po MŚ 2022
| Miejsce | Państwo           |   |   |   | Razem |
| ------- | ----------------- | - | - | - | ----- |
| 1.      | Szwajcaria        | 7 | 6 | 3 | 16    |
| 2.      | Francja           | 7 | 4 | 4 | 15    |
| 3.      | Włochy            | 3 | 4 | 4 | 11    |
| 4.      | Kanada            | 3 | 1 | 2 | 6     |
| 5.      | Hiszpania         | 3 | 0 | 1 | 4     |
| 6.      | Polska            | 1 | 1 | 2 | 4     |
| 7.      | Niemcy            | 0 | 2 | 3 | 5     |
| 8.      | Stany Zjednoczone | 0 | 2 | 2 | 4     |
| 9.      | Dania             | 0 | 2 | 1 | 3     |
| 10.     | Czechy            | 0 | 1 | 2 | 3     |
| 11.     | Australia         | 0 | 1 | 0 | 1     |